# 阿德里安·范馬嫩
阿德里安·范馬嫩（荷蘭語：Adriaan van Maanen，1884年3月31日—1946年1月26日），又譯范馬南，荷蘭-美國天文學家，也是范馬南星的發現者。

## 生平
阿德里安·范馬嫩出生在荷蘭弗里斯蘭省一個富裕的家庭，並於烏得勒支大學進行天文研究（他於1911年獲得博士學位），並曾在格羅寧根大學短暫工作。1911年，他來到美國，在葉凱士天文台以志願者身分工作。在一年之內，他進入威爾遜山天文台，他在天文學界相當活躍直到1946年去世。
范馬嫩以螺旋星系內部運動的天體測量而聞名於世。他相信星雲位於銀河系內，並包含恆星和星際氣體，他的測量促使哈勃發現仙女座星系等螺旋星系並不在銀河系內部。范馬嫩聲稱觀測到風車星系的自轉，而如果風車星系是一個遙遠的星系，則所觀測到的旋轉速度顯然超過了宇宙的速度限制光速。1935年，天文學家確認哈勃對於河外星系造父變星的距離計算是正確的，意味著范馬嫩的風車星系自轉數據是不正確的。
1917年，范馬嫩發現白矮星范馬南星，是人類繼波江座 40B和天狼星B之後發現的第三顆白矮星，也是第一顆不在多恆星系統中發現的白矮星。
1924年，他成為了荷蘭皇家藝術與科學學院院士。

## 外部連結
- Angular Rotations of Spiral Nebulae （页面存档备份，存于）, Hubble, E., ApJ, 81, 334 (1935) – NADS
- Internal Motions in Spiral Nebulae （页面存档备份，存于）, Van Maanen, A., ApJ, 81, 336 (1935) – NADS
- Adriaan van Maanen and internal motions in spiral nebulae: A historical review （页面存档备份，存于）, Quarterly Journal of the Royal Astronomical Society, Vol. 13, 1972
- Adriaan van Maanen on the significance of Internal Motions in Spiral Nebulae （页面存档备份，存于）, Hetherington, N.S., J Hist Astron, 5. 52 (1974) – NADS
- On Spiral Nebulae, van Maanen et al. Chronological bibliography of articles on astrometrical measurements of spiral nebulae.